# Pierre Faubert (Komponist)
Pierre Faubert (* 21. November 1828 in Toulouse; Todesdatum und -ort unbekannt) war ein französischer Komponist und Organist.

## Leben
Über Fauberts Leben ist nur wenig bekannt. Er besuchte vermutlich das Konservatorium seiner Heimatstadt, das 1840 unter der Leitung von Louis-Barthélémy Pradher gegründet worden war, und studierte am Conservatoire de Paris bei Michele Carafa.
1856 stellte er sich erstmals dem Wettbewerb um den Prix de Rome und erlangte mit der Kantate David eine lobende Erwähnung. Im Folgejahr gewann er mit der Kantate Clovis et Clotilde nach Amédée Burion den Ersten Second Grand Prix de Rome. Aus seinem weiteren Leben ist nur bekannt, dass er um 1870 als Kantor und Organist an der fünfmanualigen großen Clicquot-Orgel der Kirche Saint-Nicolas-des-Champs wirkte.